# Sifrhippus
Il sifrippo (gen. Sifrhippus) è un cavallo estinto, vissuto nell'Eocene inferiore (circa 55 milioni di anni fa). I suoi resti sono stati ritrovati in Nordamerica. È considerato il più antico equide noto.

## Descrizione
Questo animale era molto piccolo, e doveva essere delle dimensioni di un odierno gatto domestico o poco più. Il peso è stato stimato tra i 3,9 e i 7 chilogrammi. Rispetto ad altri equidi arcaici, Sifrhippus se ne distingueva per la presenza di un bacino distinto sulla parte anteriore dei penultimi molari inferiori, formato da un robusto paralofide collegato a un altrettanto robusto premetacristide. Il paralofide a forma di bacile è un'autapomorfia di questo animale. Per il resto, Sifrhippus era dotato di una dentatura simile a quella degli altri equidi, anche se sprovvista di alcune caratteristiche derivate (riscontrabili negli equidi successivi), come il postcristide sui molari inferiori e un robusto ipoconulide (Froehlich, 2002).
La sinfisi mandibolare è lunga e stretta, con la caratteristica "strettoia" degli equidi. Gli incisivi sono sporgenti e molto compressi alla loro base. Le radici dei canini sono relativamente grandi rispetto alle dimensioni degli incisivi e lievemente più strette che lunghe.

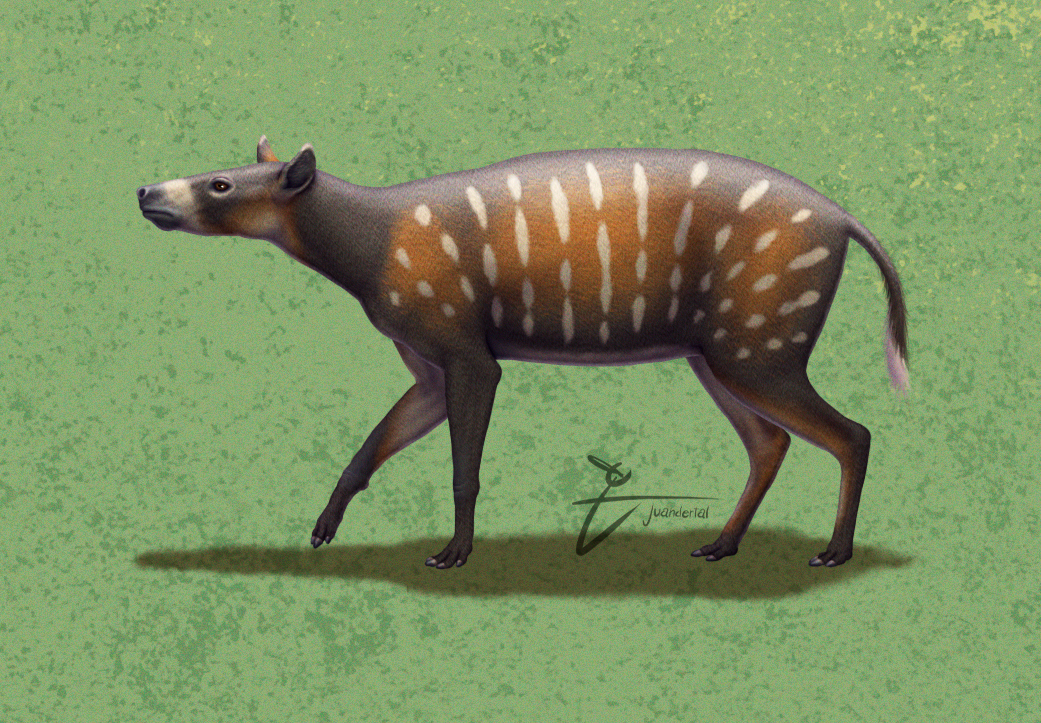
Ricostruzione basata su moderni ungulati forestali di piccolo corpo.

## Classificazione
I fossili di questo animale, provenienti dall'Eocene inferiore dello Wyoming, vennero descritti per la prima volta nel 1989, e vennero inizialmente attribuiti a una nuova specie dell'equide ancestrale Hyracotherium, H. sandrae (Gingerich, 1989).  Una riclassificazione degli equidi basali operata da Froehlich nel 2002 portò alla considerazione di Hyracotherium come un genere polifiletico, e quindi alla riassegnazione ad altri generi di gran parte delle specie attribuite in precedenza a questo genere. Tra queste, H. sandrae venne riconosciuta come appartenente a un nuovo genere, denominato Sifrhippus, che venne considerato il più antico equide noto (lo stesso Hyracotherium venne riconosciuto essere un paleoteride, e non un vero e proprio equide). 

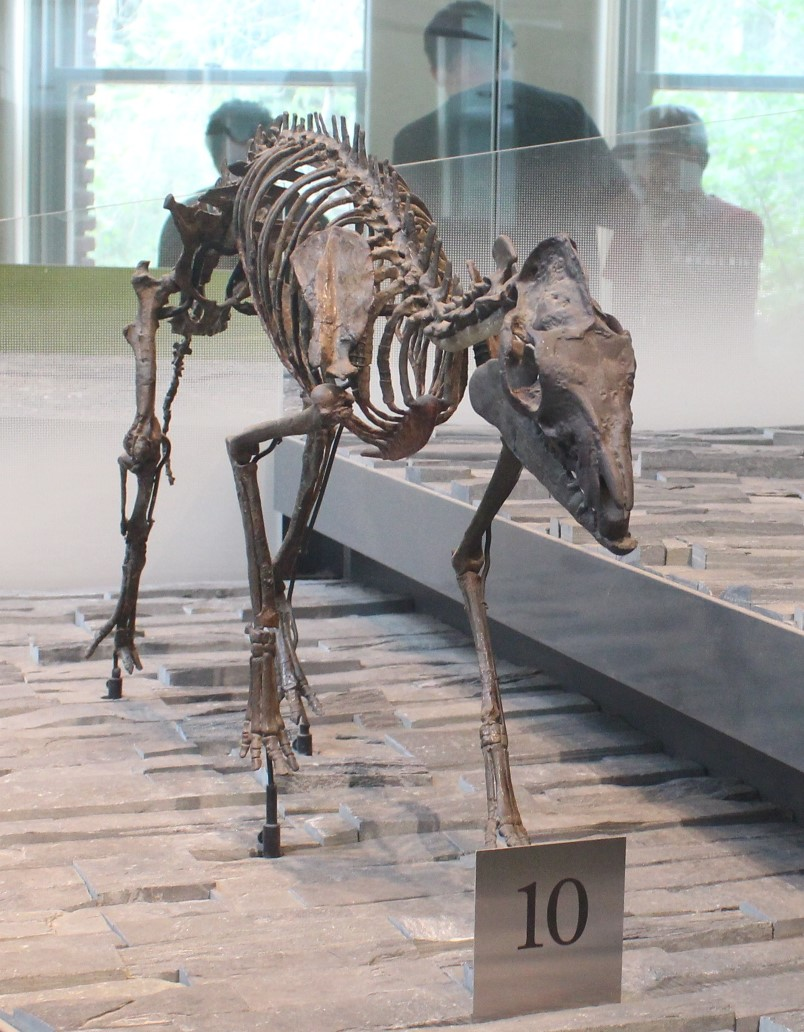
Ricostruzione dello scheletro di Sifrhippus sandrae

Un articolo del 2012 pubblicato sulla rivista Nature, inoltre, assegnò al genere Sifrhippus anche le specie nordamericane attribuite ai generi Arenahippus (A. grangeri, A. aemulor) e Pliolophus (P. pernix), tutte di poco successive alla specie tipo.
Il nome Sifrhippus deriva dalla parola araba صِفْر (ṣifr), "zero", e dal greco ἵππος (híppos), "cavallo", ovvero “cavallo zero” con riferimento alla sua antichità.

## Paleobiologia
Uno studio del 2012 riguardante i fossili di mammiferi del bacino Bighorn nello Wyoming, ha determinato che Sifrhippus andò incontro a un rilevante decremento di taglia nel corso di circa 130.000 anni, all'inizio dell'Eocene (circa 55 milioni di anni fa), per poi riguadagnare taglia nei successivi 45.000 anni. La media degli animali adulti passò da 5,6 kg a 3,9 kg, per poi finire a 7 kg. Queste variazioni sembrerebbero essere legate alle variazioni di umidità e temperatura della zona nel corso dell'Eocene inferiore: a un aumento di umidità corrisponderebbe un decremento della taglia di Sifrhippus (Secord et al., 2012).